# 라디슬라프 크레이치
라디슬라프 크레이치(체코어: Ladislav Krejčí, 1992년 7월 5일 ~ )는 1. 체스카 포트발로바 리가 소속 팀인 스파르타 프라하에서 활약하고 있는 체코의 축구 선수이다.